# Casino Luxembourg
El Casino de Luxembourg va obrir el 1882 com Casino Bourgeois per a centre d'esdeveniments culturals i socials, així com les seves funcions de joc. Es troba al centre de la ciutat de Luxemburg al barri de Ville Haute. El 1995 va ser adaptat i renovat per convertir-se en un centre d'art contemporani, amb exposicions temporals a Luxemburg.

## Història
El Casino Bourgeois, dissenyat pels arquitectes de luxemburguesos Pierre i Paul Funck, es va completar el 1882. A més a més de les seves activitats de joc, el casino també tenia una biblioteca, un restaurant i una sèrie de grans salons que van ser utilitzats per a conferències, balls obres de teatre, espectacles, concerts i exposicions d'art. Franz Liszt va donar el seu últim recital de piano al casino el 19 de juliol de 1886. Durant la Primera Guerra Mundial, l'edifici va servir com a seu de la Kaiser Kàiser. El 1959, després d'ésser comprat per l'estat, va ser llogat al Cercle Cultural de les Comunitats Europees i es coneixia com el Foyer Européen. Durant aquest mateix any, es va afegir un gran pavelló de vidre i acer dissenyat per René Maillet al costat sud de l'edifici.
Amb mires a utilitzar l'edifici per a exposicions d'art durant el temps en què la ciutat de Luxemburg va ser declarada com a Capital Europea de la Cultura de 1995, l'artista suís Urs Raussmüller del museu Hallen für Neue Kunst de Schaffhausen va adaptar el casino, per un període limitat, a un espai d'exposició molt més gran que allò que proporcionava les parets de les diferents sales. Això es va aconseguir mitjançant la instal·lació d'un sostre obert realitzat amb cubs en blanc i parets atot l'edifici, excepte el hall d'entrada que es va convertir en un centre d'acollida i informació. Al març de 1996, poc després del final de l'any europeu de la cultura, l'edifici va adquirir la seva actual funció de servir com un fòrum per a l'art contemporani.

## Infolab
El casino també allotja una biblioteca pública i sala de lectura. Conegut com «l'Infolab», conté unes 7.000 publicacions sobre la història de l'art des de la dècada de 1960, 50 carteres d'artistes de Luxemburg i 40 revistes internacionals sobre art i cultura contemporània. També es proporciona informació sobre exposicions actuals amb vídeos, publicacions periòdiques i llibres sobre els artistes expositors.